# Hermann (Dompropst)
Hermann († 13. Februar 1206) war Dompropst im Bistum Münster.

## Leben
Hermann, ein naher Verwandter des Bischofs Hermann II., wurde im Jahre 1192 zum Dompropst ernannt und hatte die Dompropstei schon zu Lebzeiten seines Vorgängers Bernhard von Steinfurt († 1193) inne. Mit dieser Funktion verbunden waren die Vermögensverwaltung sowie die Vertretung des Domkapitels nach außen.
Hermann war auch Propst von St. Mauritz und hielt sich in dieser Eigenschaft am 16. August 1198 zusammen mit Bischof Hermann II. im Heerlager des Philipp von Schwaben auf.
Hermanns Nachfolger war Rembold.